# Утакмице фудбалске репрезентације Мађарске 1904.
| Домаћин · 1904 | Гост · 1904 |

Фудбалска репрезентација Мађарске је у току 1904. године одиграла само две утакмице, обе против Аустрије.
Савезни капетан репрезентације Ференц Жилмот је поднео оставку после првог меча, а наследио га је Ференц Штобе.

## Утакмице
| Мађарска                                  | 3 : 0 (1 : 0) | Аустрија |
| ----------------------------------------- | ------------- | -------- |
| Покорни 24’ · Нандор Кох 58’ · Борбаш 81’ | Извештај      |          |

| Аустрија                              | 5 : 4 (2 : 3) | Мађарска                                |
| ------------------------------------- | ------------- | --------------------------------------- |
| Стенсфилд 23’ 53’ 67’ 73’ · Бугно 27’ | Извештај      | Карољ 4’ · Покорни 30’ 42’ · Борбаш 84’ |

Састав репрезентације Мађарске на 5. утакмици
Еден Холиц, Ференц Нађ, Јожеф Беран, Тивадар Горски, Ђула Киш, Бела Ордоди, Аладар Ниснер, Нандор Кох, Јожеф Покорни, Карољ Винце, Гашпар Борбаш
- Селектор: Ференц Жилмо[2]

Састав репрезентације Мађарске на 6. утакмици
Еден Холиц, Ференц Нађ, Шандор Сентеи, Иштван Фридрих, Бела Ордоди, Ђула Нирнше, Аладар Ниснер, Јене Карољ, Јожеф Покорни, Ференц Браун, Гашпар Борбаш
- Селектор: Ференц Штобе[3]

## Играчи репрезентације
| - Нандор Кох - Гашпар Борбаш - Карољ Јене - Јожеф Беран - Бела Ордоди - Иштван Фридрих - Ференц Штобе, селектор |